# Bettendorf (Iowa)
Bettendorf ist eine Stadt (mit dem Status City) im Scott County im Osten des US-amerikanischen Bundesstaates Iowa am Westufer des Mississippi, der die Grenze zu Illinois bildet. Bettendorf ist neben Davenport in Iowa sowie Moline, East Moline und Rock Island in Illinois eine der sogenannten Quad Cities. Bei der Volkszählung im Jahr 2020 hatte Bettendorf 39.102 Einwohner.

## Geografie
Bettendorf liegt im Osten von Iowa am Mississippi, der die Grenze zu Illinois bildet. Bettendorf liegt auf 41°33′00″ nördlicher Breite und 90°29′37″ westlicher Länge und erstreckt sich über eine Fläche von 57,8 km², die sich auf 55,0 km² Land- und 2,8 km² Wasserfläche verteilen.
Am gegenüberliegenden Mississippiufer liegen die Städte Moline und East Moline, im Westen grenzt das Stadtgebiet von Bettendorf unmittelbar an Davenport, die größte Stadt der Quad Cities. Weitere Nachbarorte sind Riverdale (4,1 km südöstlich), Panorama Park (4,1 km ostsüdöstlich), Le Clair (12,1 km ostnordöstlich) und Eldridge (22,0 km nordwestlich)
Die nächstgelegenen größeren Städte sind Iowas Hauptstadt Des Moines (273 km westlich), Wisconsins Hauptstadt Madison (264 km nordöstlich), Chicago (270 km östlich) und St. Louis in Missouri (399 km südlich).

## Namensvergabe
Die Gründung des Ortes erfolgte in den 1840er Jahren. Nach dem Besitzer einer Taverne mit angeschlossener Tanzhalle bekam das Dorf den Namen Lilienthal. Im Jahr 1858 erfolgte die erste Umbenennung. Das Dorf hieß nun Gilbert, zu Ehren von Elias Gilbert, der den ursprünglichen Standort parzellieren und besiedeln ließ. Zu dieser Zeit waren die überwiegend deutschen Einwohner als Landwirte, Facharbeiter und Kleinunternehmer beschäftigt.
Nach zwei Bränden Anfang des Jahres 1902 schlugen die Industriellen William P. Bettendorf (1857–1910) und dessen Bruder Joseph W. Bettendorf (1864–1933), Söhne des Einwanderers Michael Betteldorf aus Nohn in der Eifel, den Bürgern vor, ihr Eisenwagengeschäft von Davenport nach Gilbert zu verlegen, wenn ihnen die alte Gilbert-Farm als Standort für die Fabrik übereignet würde. Es wurden Spenden von Anwohnern und Unternehmen gesammelt, um die 15.000 US-Dollar für den Kauf des Grundstücks aufzubringen, und die Fabrik wurde nach Gilbert verlegt. Im Januar 1903 beantragte die Stadt, die zu dieser Zeit nur etwa 440 Einwohner zählte, die Eingliederung und eine erneute Namensänderung in Bettendorf zu Ehren der Brüder, deren Fabrik für die frühe Entwicklung der Stadt von außerordentlicher Bedeutung war. Bis 1920 war das Bettendorfer Werk das größte Eisenbahnwagenwerk westlich des Mississippi und beschäftigte 3.000 Mitarbeiter.

## Verkehr
Bettendorf liegt am den Iowa-Abschnitt der Great River Road bildenden U.S. Highway 67. Durch die nördlichen Stadtteile verläuft in West-Ost-Richtung die Interstate 80, die die kürzeste Verbindung von Chicago nach Des Moines bildet. Die westliche Begrenzung des Stadtgebietes von Bettendorf wird größtenteils von der Interstate 74 und dem auf der gleichen Strecke verlaufenden U.S. Highway 6 gebildet.
Durch Bettendorf verläuft eine Bahnlinie der BNSF Railway, die entlang des gesamten Laufes des Mississippi führt.
An das Luftverkehrsnetz ist Bettendorf über den Davenport Municipal Airport (17,8 km nordwestlich) und den Quad City International Airport (16,3 km südlich am Südrand von Moline) angeschlossen.

## Demografische Daten
Nach der Volkszählung im Jahr 2010 lebten in Bettendorf 33.217 Menschen in 13.329 Haushalten. Die Bevölkerungsdichte betrug 603,9 Einwohner pro Quadratkilometer.
Ethnisch betrachtet setzte sich die Bevölkerung zusammen aus 91,9 Prozent Weißen, 2,2 Prozent Afroamerikanern, 0,2 Prozent amerikanischen Ureinwohnern, 3,1 Prozent Asiaten sowie aus anderen ethnischen Gruppen; 1,8 Prozent stammten von zwei oder mehr Ethnien ab. Unabhängig von der ethnischen Zugehörigkeit waren 3,6 Prozent der Bevölkerung spanischer oder lateinamerikanischer Abstammung.
In den 13.329 Haushalten lebten statistisch je 2,43 Personen.
25,5 Prozent der Bevölkerung waren unter 18 Jahre alt, 59,7 Prozent waren zwischen 18 und 64 und 14,8 Prozent waren 65 Jahre oder älter. 51,4 Prozent der Bevölkerung war weiblich.

Das jährliche Durchschnittseinkommen eines Haushalts lag bei 65.604 USD. Das Prokopfeinkommen betrug 35.932 USD. 5,8 Prozent der Einwohner lebten unterhalb der Armutsgrenze.

## Söhne und Töchter (Auswahl)
- Michael Grumley (1942–1988), Autor